# 索雷拉陈酿系统

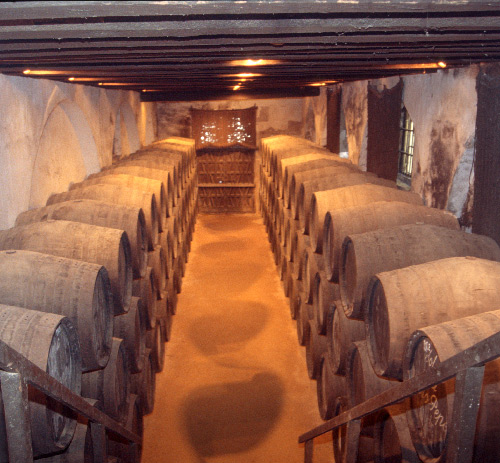
索雷拉陈酿系统

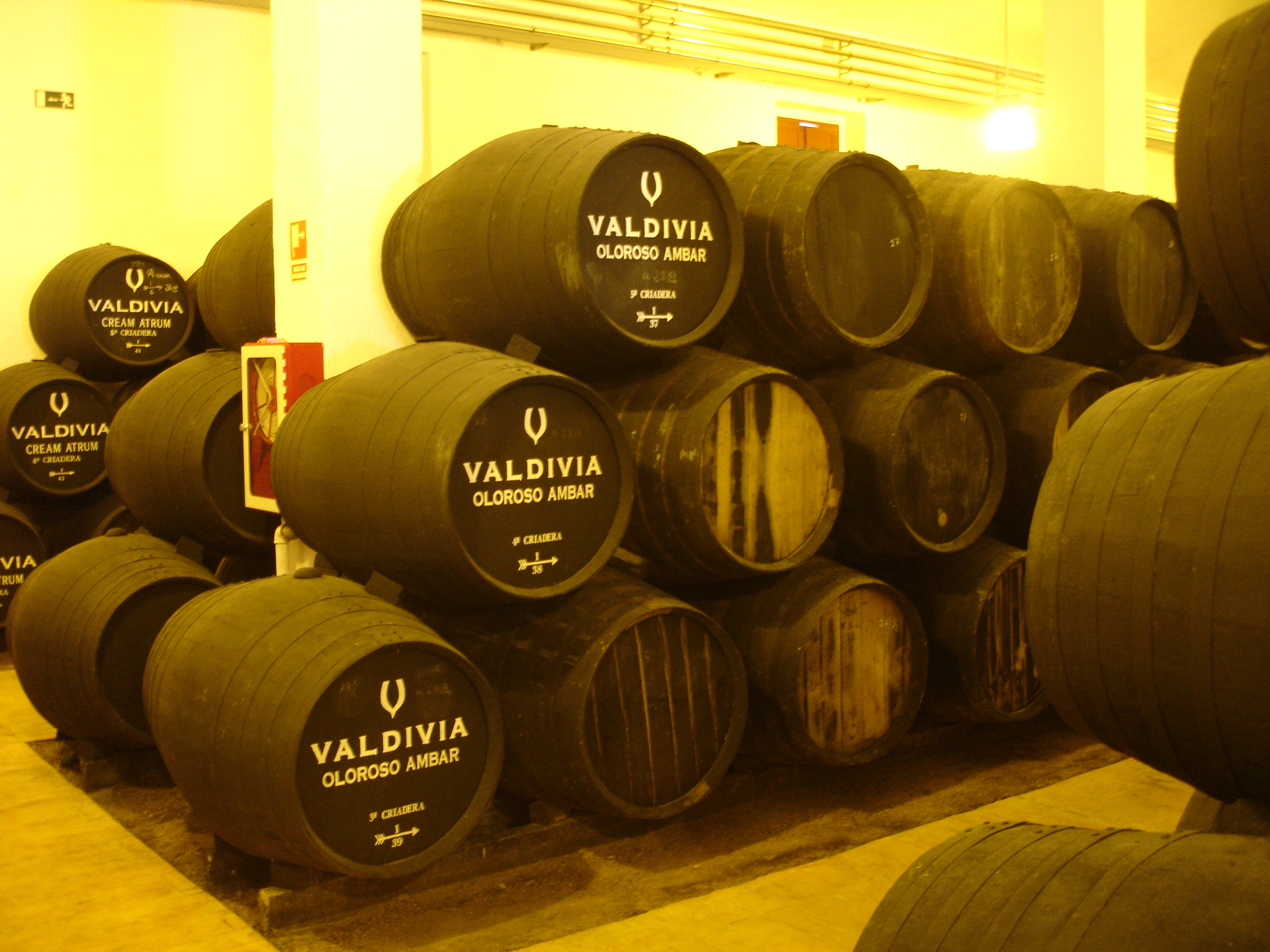

索雷拉陈酿系统是酒水饮料的一种陈酿方法，通过逐步混合不同陈酿年份的酒水原液，使得酒液的整体陈酿时间逐渐增加，而最终的酒饮则是新旧多个陈酿年份原液的混合。“索雷拉”指的是陈酿过程中用到的一组酒桶或者其他容器。索雷拉陈酿的整个过程可能持续数年之久。
诸多葡萄酒、啤酒、白兰地和酒醋都会使用了索雷拉陈酿系统，其中比较著名的有：雪利酒、波特酒、马德拉酒、玛萨拉酒、卡曼达蕾雅酒、麝香葡萄酒、密斯卡岱葡萄酒、黑月桂葡萄酒、意大利香醋、雪利酒醋、西班牙白兰地。

## 陈酿过程
使用索雷拉系统陈酿过程中，不同陈酿时间的酒饮原液盛装在一组容器中，陈酿时间是等间隔的，这个间隔通常为一年。系统中陈酿时间最久的容器盛满酒液，并继续陈酿一时间间隔后，其酒液就完成了整个索雷拉系统的陈酿过程。取出其中部分酒液进行装瓶，然后，将次最久容器中的酒液补充到这个的容器中，第三久容器中的酒液补充到次久的容器中，依此类推。最新的容器使用新酿的酒液进行补充。这一过程在每个时间间隔结束时都会进行，循环往复，使陈酿时间长短不同的酒液混合在一起。
整个陈酿过程中不会出现将某个容器抽空的操作，这样容器中总是会残留一些年份较久的酒液，和较年轻的酒液相互混合。残余的旧酒一般量都不会很多，但是取决于不同的酿造标准，如果容器中残留较多旧酒，那么最终的产品中，旧酒的风味会过于浓厚，掩盖住其他较年轻的酒液的风味。理论上，新酿的酒液在索雷拉系统酿制中会经历50次甚至100次循环。

## 陈酿时间
在索雷拉系统中，第一批装瓶的产品，其陈酿时间是系统中容器级数乘上时间间隔。运行多年后，索雷拉系统也逐渐“成熟”，产品的陈酿时间逐渐逼近约容器级数乘上时间间隔K，除以每个时间间隔各个容器取出酒液的比例α。
举例来说，假设索雷拉系统由四级酒桶组成，每年为一时间间隔，取出各酒桶一半的酒进行混合填充或装瓶。第1次装瓶的酒，陈酿年份是4年。第2次装瓶的酒，一半陈酿年份是4年，一半陈酿年份是5年，因此评价年龄为4.5年。第3次装瓶的酒，含¼酒液在第四级酒桶中陈酿6年，¼酒液为在第三级酒桶陈酿4年并在第四级酒桶陈酿1年的，¼酒液为在第三级酒桶陈酿3年并在第四级酒桶陈酿2年的，以及¼酒液为在第二级陈酿2年，第三级陈酿1年，第四级陈酿1年。这样，整个产品的平均年份就为5年。当索雷拉系统运行20年后，其产出的酒水混合着4至20年陈酿时间不等的酒液，平均年份略低于7年，随着系统持续运行，平均年份的值逐渐逼近7年期。

## 产品

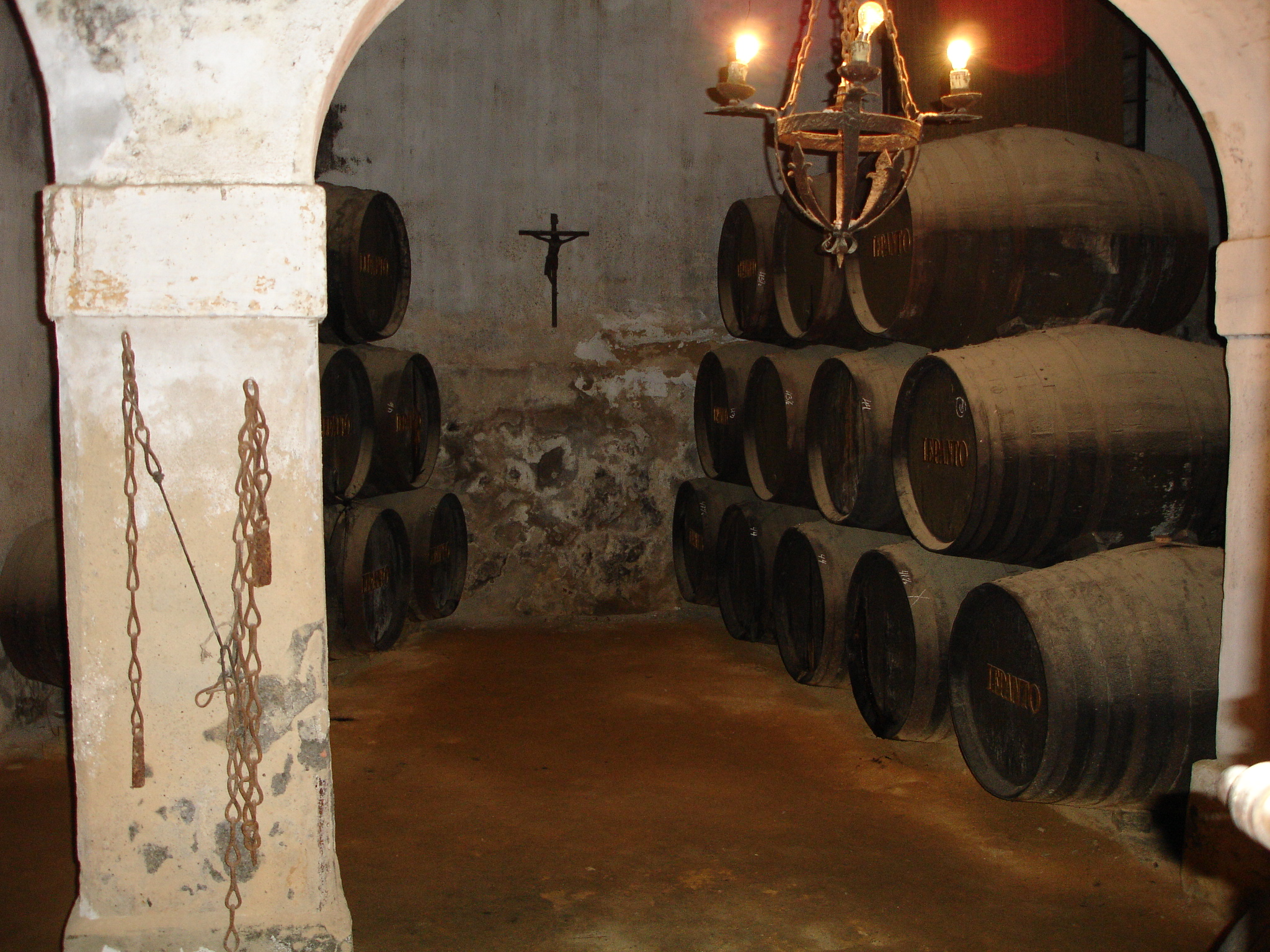

由于每个时间间隔结束时，装瓶的产品只占最久陈酿的容器容量的一部分，可以想象整个索雷拉系统中，酒液的量是远超过装瓶产品的量的。这意味着对于酿酒商来说，索雷拉系统需要巨大的投资。大型的酿酒商会投入数个索雷拉系统并行运转，而对于一些小型酿酒商，一个索雷拉系统就是其最大的资本和财富，代代相传。
使用索雷拉系统生成的酒无法简单的标识其年份信息，因为它是多个年份酒的混合。然而出于商业目的，有的酒商装瓶时还是会标识一个年份信息。但是没有规范表示这个年份信息是代表酒水的平均年龄，还是其中最久的酒液的年龄。

## 各地的索雷拉系统
索雷拉系统最早出现在西班牙，是伴随着雪利酒酿造而发展出来的一套系统。在西班牙，酒商每年将系统中约三分之一的酒装瓶销售，而装瓶的酒至少也得在索雷拉系统中陈酿三年以上。
- 在意大利西西里，人们使用索雷拉系统酿造玛萨拉酒，并称索雷拉系统为“永动机”。
- 在希腊的伯罗奔尼撒北部地区，人们使用索雷拉系统酿造黑月桂葡萄酒，一种加强红葡萄酒。高级的黑月桂葡萄酒会陈酿20或30年之久，非常稀少，也非常昂贵。
- 澳大利亚最著名的葡萄酒产地，维多利亚州的卢森格林，生产一种托考伊葡萄酒风格和麝香葡萄酒风格的加强葡萄酒，同样是使用索雷拉系统酿造的。
- 苏格兰的Glenfiddich酒厂（英语：Glenfiddich distillery）亦使用类似的工艺酿造一款15年陈酿的威士忌，标以“15年陈酿单一麦芽苏格兰威士忌”字样。苏格兰法律规定，威士忌只能标记最新成分酒地年份。
- 在法国有些制造商在酿造香槟的过程中也会用到类似的系统。
- 在美国，自1948年起，就有制造商使用索雷拉系统酿造波特酒风格的酒水。[2][3]

## 索雷拉系统的“滥用”
自上世紀七十年代以來由於面對大量新世界葡萄酒崛起的威脅，在市場被逐步蠶食和挑戰的情形下，為減省經營成本，地中海沿岸大部分產區借鑒索雷拉系統的結構將傳統酒窖的木桶以不銹鋼管串聯，並戲稱之為索羅拉系統。
在意大利法律允许出售的意大利香醋标上其含有最久的醋的年份。有些配备了索雷拉系统的生产商将设备的运转年数作为商品的年份数标识。这种做法实际上是提供了虚假错误的信息，极大的损害了消费者的权益。